# Danique Dusée
Danique Dusée (Tilburg, 1 november 2000) is een Nederlands musicalactrice.
Dusée studeerde aan de MusicAllFactory, om vervolgens in 2024 af te studeren aan Fontys Hogeschool voor de Kunsten, richting Muziektheater. Ze kreeg onder meer les van Edward Hoepelman en Ingrid Zeegers. Tijdens haar opleiding speelt ze reeds in een aantal producties. Ze speelde de rol van Assepoester en Raponsje in Into the Woods en de rol van Amanda in Bright Lights, Big City.
Ook speelde ze in 2024 Mevrouw Tijd in de muziektheaterproductie A Wonderful Wintertime in de Efteling.
In 2025 maakt ze haar debuut als musicalactrice met de rol van jonge Elisabeth in de musical Elisabeth. Voor deze rol heeft ze een Musical Award gewonnen in de categorie Beste Aanstormend Talent.